# Kapsel-Kondensatableiter
Kapsel-Kondensatableiter sind ein Typ von Kondensatableitern und dienen der Entwässerung von Wasserdampf.

## Funktion
Kapsel-Kondensatableiter setzen eine Regelmembran ein, um bei Kondensatanfall automatisch zu öffnen und nach Ablassen des Kondensats wieder zu schließen. In einer vor Druckstößen schützenden Kapsel befindet sich ein Thermoelement, dessen Siedepunkt-Kurve geringfügig unter dem von Wasser liegt. Dadurch dehnt es sich aus und schließt bei Temperaturen, bei denen sich im Ableiter befindendes Fluid im gasförmigen Aggregatzustand befindet. Die Membran öffnet bei einer Temperatur, bei der das sich im Ableiter befindende Fluid im flüssigen Zustand ist, lässt es durch den Überdruck in der Leitung ausströmen und schließt mit geringfügiger Verzögerung, sobald nachstoßender Dampf durch den Ableiter strömt.

## Anwendungen
Kapsel-Kondensatableiter können im Vergleich zu anderen Ableitertypen preisgünstig und besonders kompakt hergestellt werden. Sie finden deshalb u. a. in Klimaanlagen, Begleitheizungen und Erhitzern Verwendung. Durch den selbstreinigenden Effekt des Durchströmens des Kondensatableiters sind Kapsel-Ableiter im Vergleich zu anderen Ableitern besonders unempfindlich gegen Verunreinigungen des Fluids.

## Sonstiges
Kapsel-Kondensatableiter fungieren beim Anfahren einer Anlage als Anfahrentlüfter. Schnelle Entlüftungszyklen sind ein Indiz für einen fehlerhaften Kapsel-Ableiter. Da die Kapsel mit dem Thermoelement Verschleiß ausgesetzt ist und altert, werden manche Kapsel-Kondensatableiter so konzipiert, dass sie zur Vermeidung von Anlagenstörungen für den Fall des Versagens (Ausfallstellung) offen bleiben. Aufgrund des damit einhergehenden außerordentlichen Energieverlusts sind regelmäßige Wartungen unerlässlich.